# Ping od Chua
Kralj Ping (kineski 楚平王, pinjin Chŭ Píng Wáng = „ravni kralj Chua“) bio je kralj drevne kineske države Chua. Njegov je život opisao veliki kineski povjesničar Sima Qian u Shijiju. 
O ovom bi se kralju možda znalo i više da kineski car Qin Shi Huangdi nije dao spaliti mnoge bilješke i knjige.
Ping je rođen kao sin kralja Gōnga od Chua i njegove nepoznate žene te mu je ime isprva bilo Qìjí (弃疾).
Kralj Ping je bio brat kraljeva Kānga od Chua, Línga od Chua i Ciaoa od Chua.
Zavladao je nakon Ciaoa, a bio je stric princa Lua i kralja Jia’aoa.
Kad je Qiji došao na prijestolje, promijenio si je ime u Jū (居), vjerojatno zbog tabua imena. Naime, kraljevo se ime nije smjelo izgovarati ni zapisivati nakon što bi on došao na prijestolje. Ping je – najvjerojatnije – kako bi olakšao ljudima taj tabu, svoje ime promijenio.
Pingova je žena bila dama Bo Ying (Bo Jing), koja mu je rodila njegova nasljednika Zhaoa (Čao), a imao je i ljubavnice, koje su mu rodile Šena, Čiea i Ćija (Qi), koji su znani i kao Ciši (Zixi, 子西), Cići (Ziqi, 子期) i Cilju (Zilü; 子闾). Ping je imao i barem jednu kćer.
Ping je umro 516. prije nove ere.

## Imena i naslovi
- Ime predaka: Mi
- Ime klana: Xióng (熊)
- Osobno ime: Qìjí (弃疾), Jū (居)
- Postumno ime: Kralj Ping od Chua

Naslovi:
- Princ
- Kralj (Wáng)